# Bloque de agua

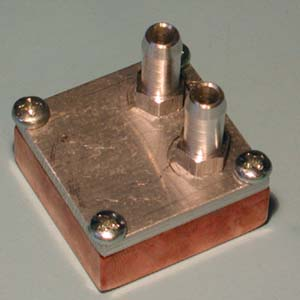
Bloque de Agua.

Los bloques de agua son pequeños contenedores de agua que sirven para mantener a buena temperatura algunos de los componentes electrónicos de la computadora que más tienden a calentarse, como pueden ser el procesador, la GPU, la memoria RAM y el chipset. Su descripción es básicamente, un cubo de metal o plástico, con dos orificios para manguera, por uno entra el agua y por el otro sale.

## ¿Cómo funcionan?
Estos bloques, que generalmente miden no más de 10 cm de arista, contienen dependiendo su diseño, una especie de laberinto por el que pasa el agua.
El agua es importante que este en constante circulación, aunque si queda estancada por unos pocos minutos no es grave, debido a que los componentes tardarían en calentar el agua, y por lo tanto calentarse.
Al estar el agua circulando, se lleva todo el calor, que por la misma resistencia de los integrados, están generando constantemente. Y reemplaza el agua caliente por agua previamente enfriada, dependiendo del tipo de enfriamiento que tenga el sistema.

## Algunos tipos que existen
- De plástico con base metálica. Suelen ser los más baratos, debido a los materiales de los que están hechos.
- Completamente de metal. Por las propiedades térmicas del metal suelen ser mejores, debido a que el metal también es un buen conductor del calor y, por lo tanto, funciona como disipador.
- Caseros. Son los que la propia gente fabrica. No son recomendables debido a que podrían existir defectos en su fabricación y, por ende, goteras que podrían terminar en un cortocircuito y en la muerte de la computadora.

Según el componente en el que se instalarán:
- Bloques para chipset: estos bloques están destinados a intercambiar el calor con los microchips que entrelazan entre sí los elementos de la placa base.
- Bloque de CpuBloques para Microprocesador: estos bloques están destinados a intercambiar el calor con el procesador, lo que facilita subir su reloj y voltaje para, de esa manera, aumentar su rendimiento. Actualmente existen bloques para casi cualquier microprocesador de AMD y de Intel. A la derecha se puede ver una fotografía de un bloque de este tipo.
- Bloques para disco duro: estos bloques están destinados a intercambiar el calor con los discos duros, componentes que suelen producir bastante calor conforme van envejeciendo, lo que puede causar fallos de lectura o escritura y, por tanto, pérdida de datos.
- Bloques para tarjeta gráfica: estos bloques están destinados a intercambiar el calor con el chip de la tarjeta gráfica y, con ello, facilitar la subida de su reloj y voltaje para aumentar su rendimiento, y poder usarla como si fuera un modelo superior y más caro. Aunque suelen ser los más usados, después de los de microprocesador, no están disponibles para todos los modelos de chips ni de tarjetas del mercado más habituales.

- Datos: Q1515926
- Multimedia: Water blocks / Q1515926